# Eropeplus canus
Eropeplus canus là một loài động vật có vú trong họ Chuột, bộ Gặm nhấm. Loài này được Miller & Hollister mô tả năm 1921. Chúng là loài duy nhất của chi Eropeplus và được tìm thấy ở Indonesia.